# 查洛頓會議
查洛頓會議（英語：Charlottetown Conference），是一個由多個英屬北美殖民地的代表討論組成邦聯的會議。這次會議由1864年9月1日－9月9日於愛德華王子島的查洛頓舉行。

## 緣由
英國希望減輕海洋省份在經濟上與政治上對英國的倚賴，並且能夠增強這些殖民地在經濟上以及軍事上的實力，以中和來自美國的威脅，而它們的聯合則能夠達成這兩個目的，故此英國鼓勵這些海洋殖民地舉行會議，促成它們的聯合。由於這次會議的目的只是討論關於海洋殖民地之間的聯合，故此當時大會只邀請了來自新斯科舍、紐賓士域和愛德華王子島的代表參加。大會認為紐芬蘭沒有加入的意欲，所以大會並沒有邀請紐芬蘭參與。而另一個英屬的北美殖民地——加拿大省（現為安大略省和魁北克省）——打聽到這個消息，便要求大會擴大討論的範圍到一個包括加拿大省的邦聯。這要求得到了批准。至於紐芬蘭也曾在該年八月要求派員出席會議，但因為為時已晚不能再改變議程而作罷。

## 序幕
巧合地在會議期間在查洛頓正有馬戲團演出，吸引了大部分居民去觀看，結果當加拿大的代表乘搭的蒸氣船維多利亞女王號到達的時候碼頭沒有任何人當值，最後需由愛德華王子島的代表威廉·亨利·波普（William Henry Pope）親自接待加拿大代表，當中更包括划艇去迎接他們。也由於馬戲團和海洋省份的代表已經佔用了鎮上大部分的住宿地點，加拿大代表每天晚上只能夠返回維多利亞女王號過夜。

## 會議
會議的議程都在殖民地的立法大樓省議院內進行。

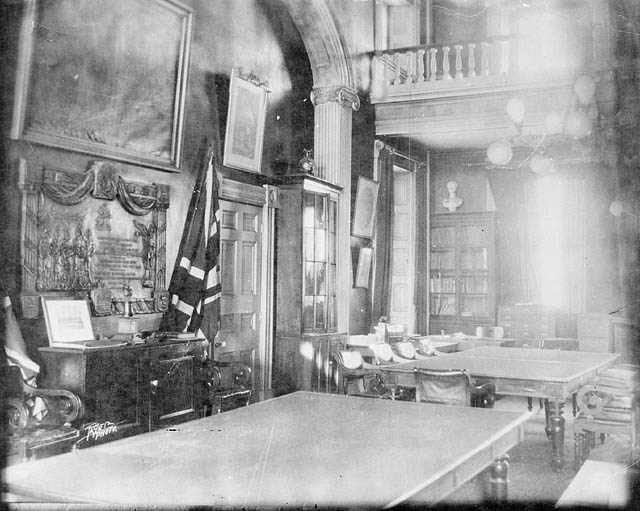
省議院內部。會議的議程都在這裡舉行。

會議在9月1日星期四揭幕。加拿大省的代表明顯地是有備而來——加拿大提出的方案重點提出了繼續效忠英國、繼續維持大英帝國成員的身份的原則；對內則主張建立一個強大的聯邦政府，但對省內事務仍有相當控制權的省政府；而且又主張分設一個由人口比例的下議院和一個按地區比例的上議院，極力避免犯下導致美國南北戰爭的錯誤。在麥當勞（John A. Macdonald）與卡第葉負責帶出動議、討論聯邦與省的權力分配、由省財政部部長高爾特（Alexander Tilloch Galt）解答任何經濟的疑問、以及由喬治布朗（George Brown）應付關於憲法的提問下，加拿大省的代表消除了海洋省份代表的疑慮，主導了這次的會議。海洋省份的代表到了會議的第六天（9月7日）才討論海洋省份之間聯合的議題。
最後海洋省份的代表被加拿大代表說服了，認為一個聯合加拿大省與海洋省份的邦聯也對他們有利，而且更覺得這邦聯可以在數年之內達成，而非先前所想般連個大概時間都無從估計。查洛頓會議在9月7日星期三結束，而會議中的各個代表都同意在下個月於魁北克市展開下一論會議，繼續商討有關邦聯的細節（參見魁北克會議）。

## 社交宴會
在會議開始之前，不同地方的代表很多都互不認識，而在透過晚上的社交活動（包括聚餐與舞會）各個代表都能夠加深彼此的了解，打破彼此的不信任，縮短了彼此的分歧，當中有些代表更從此建立起深厚的友誼，這些都使海洋省份代表對加拿大邦聯方案的態度變得更正面。故此社交宴會在查洛頓會議中實在扮演了一個重要的角色。
在會議的最後一個晚上（9月8日），省議院經過一番佈置後舉行了一個大型舞會，會議在一片歡樂的氣氛中閉幕。

## 外部連結

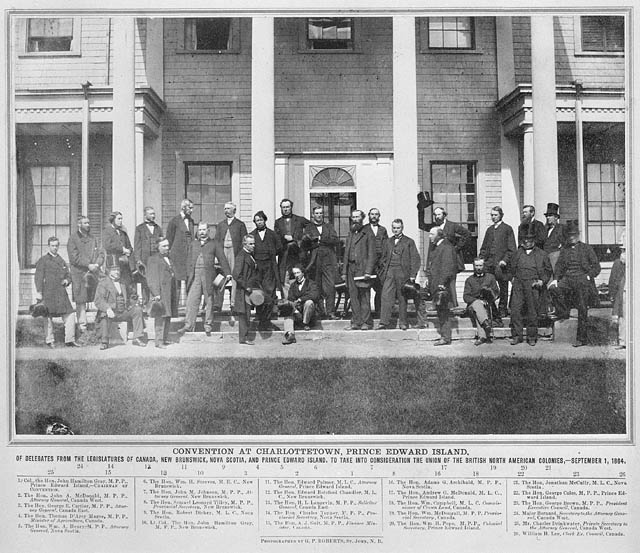
查洛頓會議全體代表的大合照

- Charlottetown Conference of 1864 （英文）
- Canadian Confederation——Library and Archives Canada所設立的模擬展覽 （英文）